# Axel Lewenhaupt (militär)
Axel Lewenhaupt, född 2 juli 1796 på Forstena, Västra Tunhem, död 1 november 1863 i Uppsala, var en svensk greve, militär, godsägare och bankman.
Lewenhaupt blev kadett vid Karlberg 1809 och utexaminerades där 1812 och blev fänrik vid Närkes regemente samma år. Han blev löjtnant 1817 och kapten 1828 samt major i armén 1839. Han erhöll avsked från krigstjänsten 1843. Som militär ingick han i Närkes regementes deltagande i det tyska fälttåget 1813 och i fälttåget mot Norge 1814. Han tilldelades guldmedaljen för tapperhet i fält efter sitt deltagande i de tyska och norska fälttågen, blev riddare av Svärdsorden 1837 samt erhöll Karl XIV Johans medalj 1855. Lewenhaupt var lokalpolitiskt engagerad och satt med i ett flertal nämnder, av Kumla sockenstämma blev han 1827 utnämnd till hedersledamot i byggnadsdirektionen för byggandet av Kumla nya kyrka. Som byggnadsledamot blev han ansvarig för att skaffa fram de medel som behövdes för att uppföra kyrkobyggnaden. Kyrkan kunde invigas av biskop Thyselius 1835. Tillsammans med riksdagsledamoten Hugo Adolf Hamilton och brukspatronerna Selim Heijkenskjöld på Malingsbo bruk (1807–1871), Anders Wedberg från Nora (1795–1864) och Gustaf Emanuel af Geijerstam på Frösvidal (1800–1877) var han initiativtagare till bildandet av Örebro enskilda bank där han var bankens ledande kraft och styrelseordförande 1837–1845. Han var en av initiativtagarna till bildandet av Mälareprovinsernas Enskilda Bank och var dess ordförande 1847–1855. Lewenhaupt var ordförande i Trögds hushållningsnämnd 1847–1857 och ledamot av Uppsala läns hushållningssällskaps förvaltningsutskott 1850–1856. Som godsägare ägde och drev Lewenhaupt gården Solkesta i Trögds härad, dessutom förvaltade han Säbylunds fideikommiss i Kumla och Eka herrgård i Lillkyrka socken åt sin moder och senare sin syster Charlotta åren 1822–1844.
Han var son till översten Gustaf Julius Lewenhaupt (1753–1820) och Anna Helena Alströmer (1764–1792) som var dotter till Patrik Alströmer (1733–1804). Han var från 1844 gift med Eugenia Karolina Desideria von Essen (1811–1894) som var dotter till fältmarskalken Hans Henrik von Essen (1755–1824). Paret fick bland annat sönerna lantbrukaren Axel Lewenhaupt (1847–1882) och skriftställaren Eugène Lewenhaupt (1849–1927). Han var bror till tonsättaren Hedda Wrangel (1792–1833) och psalmförfattaren Gustaf Lewenhaupt (1791–1873).